# البورصة الأوغندية للأوراق المالية
البورصة الأوغندية للأوراق المالية (USE) هي البورصة الرئيسية لأوغندا . تأسست في يونيو 1997. يتم تشغيلها تحت سلطة هيئة أسواق رأس المال الأوغندية، والتي بدورها تقدم تقارير إلى بنك أوغندا ، البنك المركزي الأوغندي.
تم افتتاح البورصة للتداول في يناير 1998. في ذلك الوقت، كان لدى البورصة قائمة واحدة فقط، وهي سند أصدره بنك شرق إفريقيا للتنمية و اقتصر التداول على عدد قليل من الصفقات في الأسبوع.
اعتبارًا من يوليو 2014 ، تداولت البورصة الأوغندية بين 16 شركة محلية وشرق أفريقية مدرجة وبدأت تجارة أدوات الدخل الثابت. البورصة هي عضو في الرابطة الأفريقية لتبادل الأسهم.
تعمل لبورصة بالتعاون الوثيق مع دار السلام للأوراق المالية في تنزانيا وبورصة رواندا وبورصة نيروبي في كينيا . وفقًا للتقارير المنشورة في عام 2013 ، كانت هناك خطط لدمج البورصات الأربعة لتشكيل بورصة واحدة في شرق إفريقيا.
مؤشر أوغندا لجميع الأسهم هو المؤشر الرئيسي لبورصة أوغندا للأوراق المالية.

## تجارة
ادعى تقرير منشور في فبراير 2011 أن استخدام USE سيزيد التداول إلى خمسة أيام في الأسبوع في مارس 2011.
خلال الربع الأول من عام 2010 ، اعتمد نظام التداول الإلكتروني لإيداع التسوية والمقاصة. وفقًا لتقرير منشور في يناير 2011 ، تم النظر في طرق إلكترونية أخرى للتبادل. في عام 2010 ، كانت البورصة الأوغندية هو أفضل سوق للأوراق المالية أداءً في أفريقيا جنوب الصحراء ، حيث حقق مؤشر المشاركات الكاملة عائدًا بلغ 74 بالمائة بين يناير ونوفمبر 2010. في 20 يوليو 2015 ، أطلق نظام التداول الإلكتروني الخاص به، مدعومًا بثلاثة خوادم بيانات مستقلة، مما أدى إلى تقليل الوقت المستغرق لتسوية التداولات إلى ثلاثة أيام (خمسة أيام سابقًا).

## ملكية
البورصة مملوكة من قبل 16 من وسطاء البورصة. في أغسطس 2016 ، صدر قانون يسمح للمالكين ببيع الأسهم في البورصة لأفراد الجمهور من خلال طرح عام أولي . في 18 مايو 2017 ، تم إلغاء الاستخدام وتسجيله كـ «شركة عامة، محدودة بالأسهم». يبلغ رأس مالها المصرح به مليار شيقل، ويتألف كل منها من 100 مليون سهم بقيمة 10 دولارات. عند التأسيس، بلغ رأس المال المدفوع 42 مليون شلن سويدي، وتمتلك كل من الشركات المستثمرة المؤسّسة 6,000،000 سهم، تبلغ قيمة كل منها 10 شلن.
المساهمة في البورصة الأوغندية للأوراق المالية كما هو مبين في الجدول أدناه.
| مرتبة | اسم المالك                                        | نسبة الملكية |
| ----- | ------------------------------------------------- | ------------ |
| 1     | التحالف الأفريقي أوغندا المحدودة                  | 14.29        |
| 2     | بارودا كابيتال ليمتد                              | 14.29        |
| 3     | كرين للخدمات المالية المحدودة                     | 14.29        |
| 4     | كريتيد كابيتال ليمتيد                             | 14.29        |
| 5     | داير وبلير أوغندا المحدودة                        | 14.29        |
| 6     | الأسهم وسطاء الأسهم أوغندا المحدودة               | 14.29        |
| 7     | يو إيه بي أولد المتبادلة للخدمات المالية المحدودة | 14.29        |
|       | مجموع                                             | 100.00       |

ملاحظة الإجماليات إيقاف قليلاً بسبب التقريب.

## روابط خارجية
- تسيطر صناديق التقاعد الأوغندية على 19٪ من أسهمها في USE - 14 أغسطس 2016
- موقع أوغندا للأوراق المالية